# HMS Woodpecker (U08)
Le HMS Woodpecker est un sloop britannique, de la classe Black Swan modifiée, qui participa aux opérations navales contre la Kriegsmarine (marine allemande) pendant la Seconde Guerre mondiale.
Il est l'un des nombreux navires de cette classe qui ont participé au fameux "voyage six en un" en 1944 (dans lequel six sous-marins ont été coulés dans une patrouille).

## Construction et conception
Le Woodpecker est commandé le 13 avril 1940 dans le cadre de programmation de 1940 pour le chantier naval de William Denny and Brothers à Dumbarton en Ecosse. La pose de la quille est effectuée le 23 février 1941, le Woodpecker est lancé le 29 juin 1942 et mis en service le 14 décembre 1942, avec un temps de construction de 23 mois et 10 jours.
La conception de la classe Black Swan a fait l'objet de nombreuses modifications au cours du processus de construction, qui ont ensuite été consolidées dans la conception de la classe Black Swan modifiée. Bien que le Woodpecker ait été commandé selon la conception originale, sa construction tardive signifiait qu'elle incorporait bon nombre de ces modifications et est par conséquent répertoriée dans certaines sources comme faisant partie de la classe Black Swan modifiée.
La classe Black Swan modifiée était une version élargie et mieux armé pour la lutte anti-sous-marine de la classe Black Swan, elle-même dérivée des sloops antérieurs de la classe Egret. L'armement principal se composait de six canons antiaériens QF 4 pouces Mk XVI dans trois tourelles jumelles, de 6 Canons jumelés de 20 mm Oerlikon Anti-aérien, de 4 canons de 40 mm pom-pom. L'armement anti-sous-marin se composait de lanceurs de charges de profondeur avec 110 charges de profondeur transportées. Il était aussi équipé d'un mortier HEDGEHOG anti-sous-marin pour lancer en avant ainsi qu'un équipement radar pour le radar d'alerte de surface type 272, et le radar de contrôle de tir type 285,.

## Historique
Après sa mise en service, le Woodpecker est affecté au service d'escorte de convois. En avril, le Woodpecker rejoint le 2e Groupe d'escorte, un groupe de lutte anti-sous-marine très efficace sous le commandement de Frederic John Walker.
En février 1943, le Woodpecker et le 2e Groupe d'escorte sont en service de soutien dans l'Atlantique, mais ils ont vu peu d'action.
En juin 1943, ils sont affectés dans le golfe de Gascogne pour soutenir l'opération Musketry du Coastal Command.
Le 2 juin, pendant le passage de l'Islande avec les sloops Kite, Starling et Wild Goose du groupe, déployés pour renforcer l'escorte du convoi HX241, les transmissions sans fil de l'U-Boot U-202 ont permis de trouver le relèvement du sous-marin grâce à l'équipement de radiogoniométrie disponible sur les navires du Groupe. Le Woodpecker prend part aux attaques de charges de profondeur pendant plusieurs heures au cours desquelles l'U-202 tente de s'échapper par des changements de profondeur et de cap ainsi que par des lancements de leurres. Le sous-marin est forcé à faire surface et est engagé par des tirs de surface. L'équipage abandonne l'U-Boot et certains secourus par des navires du Groupe. Il est finalement coulé par le Starling à la position géographique de 56° 12′ N, 39° 52′ O.
Le 24 juin 1943 à 16h00, l' U-449 est coulé par des charges de profondeurs de Woodpecker, Wren, Kite et Wild Goose au large du cap Ortegal en Espagne à la position géographique de 45° 00′ N, 11° 59′ O.
Le 30 juillet, le groupe composé de Woodpecker, Wren, Kite et Wild Goose engage l'U-462 au large du cap Ortegal, déjà sous attaque aérienne par un bombardier britannique Handley Page Halifax (Squadron 502/S), et le coule par des charges de profondeur à la position géographique de 45° 33′ N, 10° 58′ O.
Puis à 15h43, le groupe fait subir le même sort à l'U-504 à la position géographique de 45° 33′ N, 10° 56′ O.
Plus tard, le Woodpecker récupère des survivants d'un avion allemand Focke-Wulf Fw 200 Condor qui avait été abattu le 29 juillet par un avion britannique Beaufighter du 248e Escadron.
Après la fin de l'Opération Musketry, le Woodpecker retourne à Plymouth pour finir amarrer pour un radoub, pour divers réparations et améliorations restant jusqu'à la fin de l'année.
En janvier 1944, le Woodpecker rejoint le 2e Groupe d'escorte, qui est en service de soutien dans les approches sud-ouest.
En février, il participe au célèbre épisode du "voyage six en un", au cours duquel il est crédité d'avoir partagé la destruction de trois sous-marins alors qu'il soutenait le convoi SL147/MKS38. Le 8 février, le Woodpecker et le Wild Goose sont crédités de la destruction du U-762 à la position géographique de 49° 02′ N, 16° 58′ O. Trois jours plus tard, le Woodpecker et le groupe détectent et détruisent l'U-424 à la position géographique de 50° 00′ N, 18° 14′ O. Le 19 février, alors qu'il soutient le convoi ON224, le Woodpecker et le groupe coulent par des charges de profondeurs l'U-264 après une chasse de sept heures à la position géographique de 48° 31′ N, 22° 05′ O.
Le lendemain, le 20 février 1944, le Woodpecker est frappé à l'arrière par une torpille acoustique lancée depuis l'U-256 à la position géographique de 48° 49′ N, 22° 11′ O. Alors qu'il est remorqué vers sa base, le 27 février 1944, le Woodpecker sombre et coule dans une tempête de l'Atlantique à la position géographique de 49° 51′ N, 6° 46′ O. L'équipage réduit de l'épave est secouru par les corvettes Azalea et Chilliwack de l'escorte avant que le navire ne sombre.
Le Woodpecker est le seul navire appartenant au 2e Groupe d'escorte à avoir été coulé. Il a partagé six des 23 victoires du groupe.